# Homalanthus longistylus
Homalanthus longistylus är en törelväxtart som beskrevs av Karl Moritz Schumann och Carl Karl Adolf Georg Lauterbach. Homalanthus longistylus ingår i släktet Homalanthus och familjen törelväxter. Inga underarter finns listade i Catalogue of Life.